# Karosa B 40

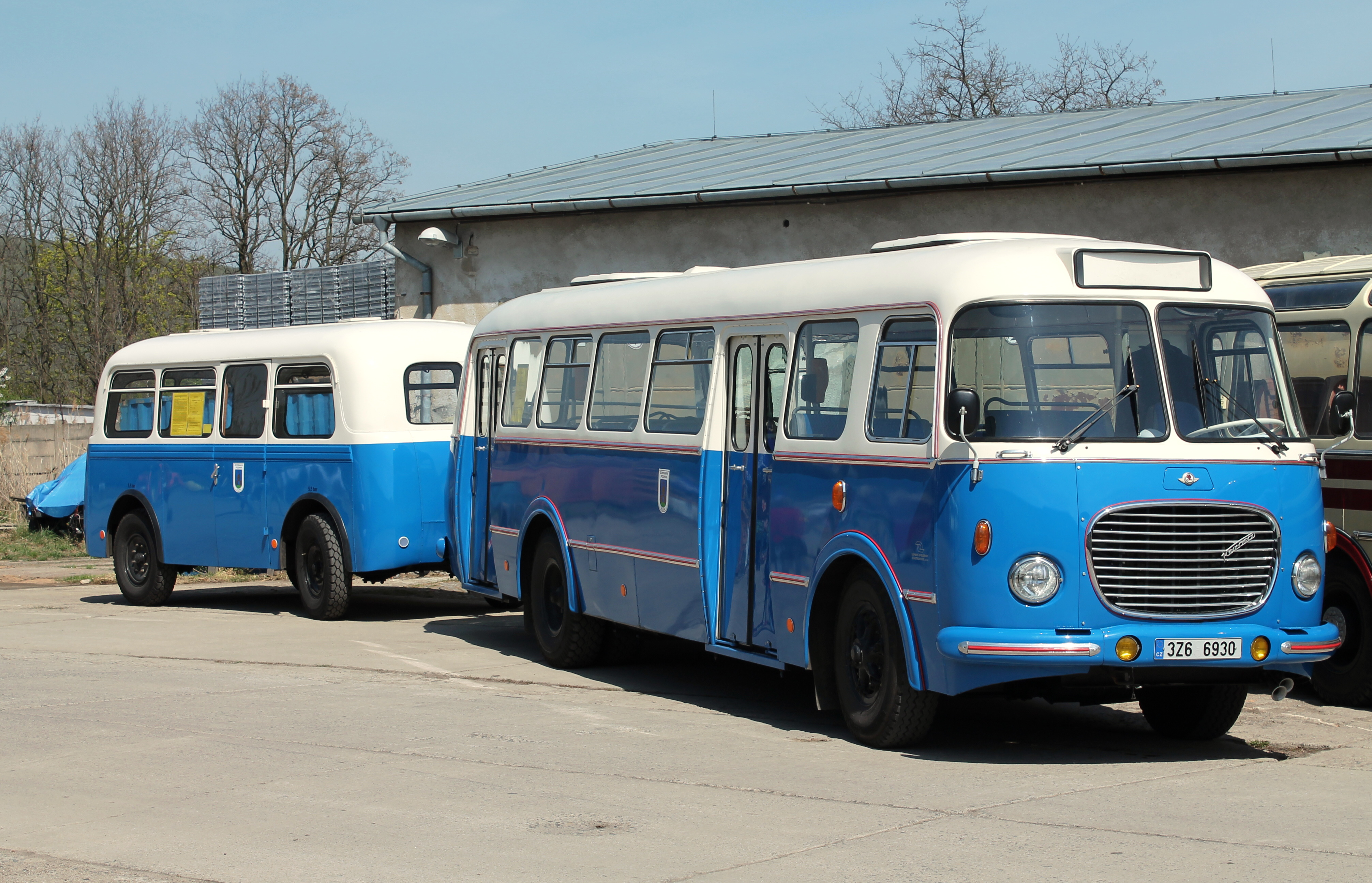
Zlínský autobus Škoda 706 RTO s přívěsem Karosa B 40

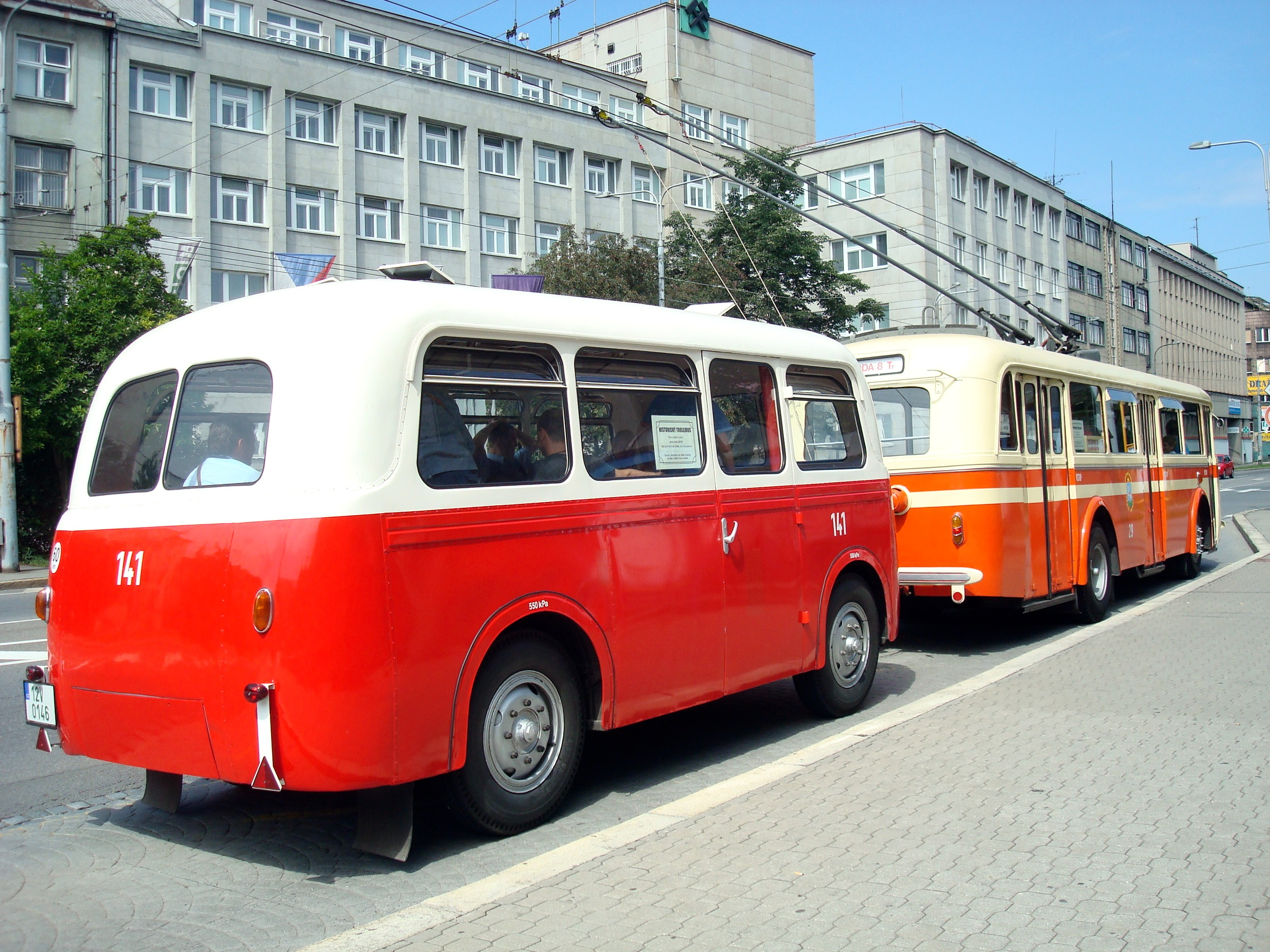
Přívěs Karosa B 40 v soupravě s trolejbusem Škoda 8Tr v Ostravě

Karosa B 40 je model autobusového přívěsu, který byl vyráběn v 50. a 60. letech 20. století nejprve národním podnikem Karosa Vysoké Mýto a následně Letňanskými strojírnami v Praze.

## Konstrukce
Karosa B 40 je dvounápravový autobusový vlečný vůz (přívěs). Vzhled jeho samonosné karoserie vychází z „horských“ autobusů Tatra 500 HB, které Karosa také vyráběla. Koncepčně vycházel vlek B 40 z přívěsu Karosa D 4, který byl produkován na přelomu 40. a 50. let. B 40 měl celokovovou karoserii z ocelových lisovaných profilů, které byly navzájem elektricky svařeny. Exteriér vozu byl oplechován, interiér byl obložen dřevovláknitými deskami. Nápravy přívěsu byly zavěšeny na nosníky spodního roštu karoserie. Přední náprava byla řiditelná. Sedačky pro cestující byly rozmístěny různě. Vozy vyrobené v Karose měly podélné lavice s jednou příčnou sedačkou v každém čele přívěsu (23 míst k sezení a 17 k stání). Vleky pocházející z Letňan, označené jako B 40 A, měly sedačky umístěny příčně (26 míst k sezení a 13 k stání). Pro výstup a nástup byly určeny jedny manuálně ovládané, tzv. bouchací dveře v pravé bočnici.

## Výroba a provoz
Vlečné vozy typu B 40 byly ve Vysokém Mýtě vyráběny v letech 1953 až 1957, podle jiných zdrojů až do roku 1959. Přesun výroby do pražských Letňan byl realizován zřejmě v souvislosti se zahájením sériové výroby autobusů Škoda 706 RTO v Karose. V Letňanských strojírnách pak nadále probíhala výroba přívěsu B 40 až do roku 1962, či až do roku 1964. Vlečné vozy B 40 byly hojně využívány na linkách ČSAD v průmyslových oblastech, na kterých byly zapřahovány za autobusy ve špičkách pracovních dnů. Přívěsy se také uplatnily v městské dopravě, i když spíš v menším množství. V některých městech (Ostrava, Pardubice, Plzeň a Zlín) byly dokonce na nejvytíženějších linkách spřahovány s trolejbusy. V běžném provozu se vleky B 40 udržely až do 70. let.

## Historické vozy
- Brno (ve sbírce Technického muzea jablonecký vůz ev. č. 48, SPZ V 4481)
- Ostrava (vůz ev. č. 141, SPZ 12V 0146, Dopravního podniku Ostrava)
- Vysoké Mýto (před renovací, v Regionálním muzeu)
- Zlín (SPZ 14V 0265, DSZO)
- České Budějovice (vlek v předrenovačním stavu, původem z ČSAD Pelhřimov)

Soukromé sbírky:
- ŠKODA-BUS klub Plzeň - Muzeum dopravy ve Strašicích (vlek v předrenovačním stavu)
- Pardubický spolek historie železniční dopravy (v renovaci, původem z ČSAD Pelhřimov)

Polsko:
- Krakov (vůz ev. č. 600, SPZ KR 02K, Dopravního podniku Krakova)